# São Léo Open
O São Léo Open é um torneio tênis, que fez parte da série ATP Challenger Tour, realizado em 2011, 2012, 2022 e 2024, em piso de saibro, em São Leopoldo, Rio Grande do Sul, Brasil.

## Edições

### Simples
| Ano     | Campeão               | Finalista       | Placar             | Ref.          |
| ------- | --------------------- | --------------- | ------------------ | ------------- |
| 2024    | Adolfo Daniel Vallejo | Enzo Couacaud   | 6-3, 6–2           | [ 1 ]         |
| 2023    | Não disputado         | Não disputado   | Não disputado      | Não disputado |
| 2022    | Juán Pablo Varillas   | Facundo Bagnis  | 7–6(7–5), 4–6, 6–4 | [ 2 ]         |
| 2013–21 | Não disputado         | Não disputado   | Não disputado      | Não disputado |
| 2012    | Horacio Zeballos      | Paul Capdeville | 3–6, 7–5, 7–6(7–2) | [ 3 ]         |
| 2011    | Leonardo Mayer        | Nikola Ćirić    | 7–5, 7–6(7–1)      | [ 4 ]         |

### Duplas
| Ano     | Campeões                              | Finalistas                                     | Placar                | Ref.          |
| ------- | ------------------------------------- | ---------------------------------------------- | --------------------- | ------------- |
| 2024    | Marcelo Demoliner Orlando Luz         | Liam Draxl Alexander Weis                      | 7-5, 3-6, [10-8]      | [ 5 ]         |
| 2023    | Não disputado                         | Não disputado                                  | Não disputado         | Não disputado |
| 2022    | Guido Andreozzi Guillermo Durán       | Felipe Meligeni Alves João Lucas Reis da Silva | 5–1 ret.              | [ 6 ]         |
| 2013–21 | Não disputado                         | Não disputado                                  | Não disputado         | Não disputado |
| 2012    | Fabiano de Paula Júlio Silva          | Ariel Behar Horacio Zeballos                   | 6–1, 7–6(7–5)         | [ 7 ]         |
| 2011    | Franco Ferreiro Rubén Ramírez Hidalgo | Gastão Elias Frederico Gil                     | 6–7(4–7), 6–3, [11–9] | [ 8 ]         |

## Ligações Externas
- Site Oficial